# アズミー・ビシャーラ

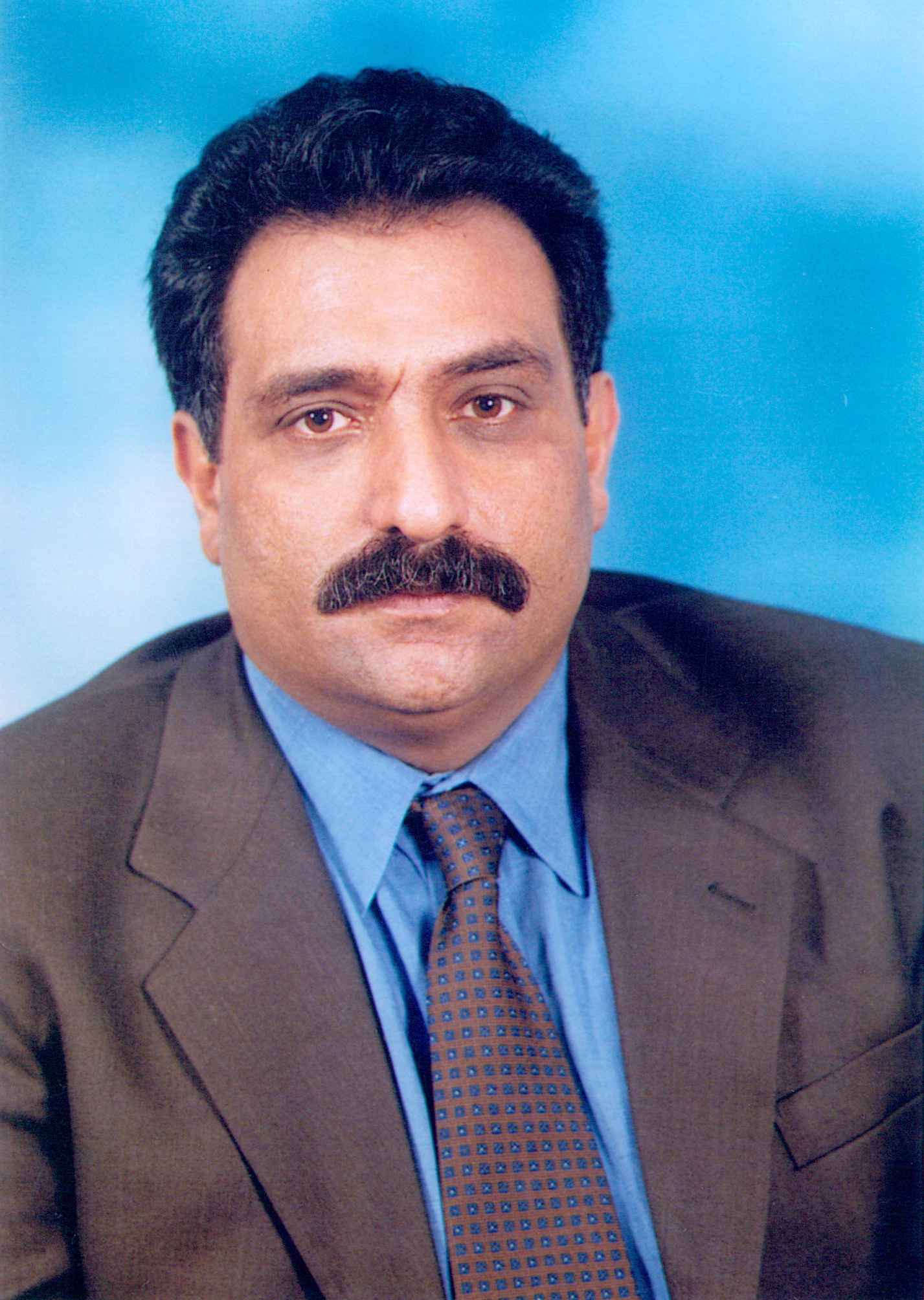
アズミー・ビシャーラ

アズミー・ビシャーラ（ヘブライ語：עזמי בשארה アラビア語：عزمي بشارة 1956年7月22日 - ）は、イスラエルの政治家、作家。アラブ系イスラエル人。宗教はキリスト教。所属政党はバラド。

## 経歴
ナザレ（アン＝ナースィラ）で生まれる。ヘブライ大学を卒業し、その後、ベルリン大学で哲学の博士号を取得した。ヘブライ大学在学中、ビシャーラはアラブ学生連合の委員長を務めていた。また、この時期、ビシャーラはイスラエル共産党の党員でもあった。

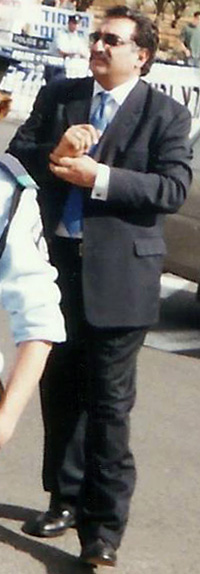
出頭したビシャーラ（2003年）

1996年、クネセト総選挙に初出馬し当選、クネセト議員となる。
1999年、当時首相公選制が導入されていたイスラエル首相選挙で、アラブ系としては初の候補者として出馬したものの、わずか2日後に出馬を取り下げた。
クネセト議員となったビシャーラであるが、イスラエルの中央選挙管理委員会はビシャーラと、同じくアラブ系議員であるアフマド・ティビを、「ユダヤ人国家を破壊する運動を支持している」として選挙資格を剥奪した。しかし、2003年にイスラエルの最高裁判所はこの決定を無効とし、ビシャラーとティビの議員資格は護られた。
2001年にビシャーラはシリアを訪問し、この前年に心臓発作で死去したハーフィズ・アル＝アサド大統領についての記念式典で講演する。だが、イスラエルの敵国であるシリアを訪問したことが物議を醸し、イスラエル帰国後、ビシャーラは暴力扇動の容疑で起訴された。しかし、ビシャーラは2006年に再びシリアを訪問した。ビシャーラに対する批判が高まる中、この年の議員会合でリクード所属の議員であるギラード・エルダンが「何故あなたはシリアに帰らないのか?」と発言した。これにビシャーラは激昂し、エルダンに "לן תזדיין אתה!"（英語で "Fuck you!" の意）と言い放った。
また、ビシャーラとバラドの議員はレバノンにも訪問している。その際、ビシャーラはレバノンの首相に、イスラエル殲滅を掲げるテロ組織であるヒズボラの抵抗運動を、「アラブの人々の魂を高揚させた」と賞賛した。これについて、イスラエル当局はただちにビシャーラ及び同行した議員の捜査を実行した。最終的に、アラブ系議員のイスラエルの敵国への入国を禁止する法律を制定した。
また、イスラエル当局はビシャーラのあらゆる通信の盗聴も容認し、ビシャラーの徹底した身辺調査を実行した。2007年4月22日、ビシャーラは議員辞職した。